# Pyrausta pharisalis
Pyrausta pharisalis là một loài bướm đêm trong họ Crambidae.